# Suiboku-ga

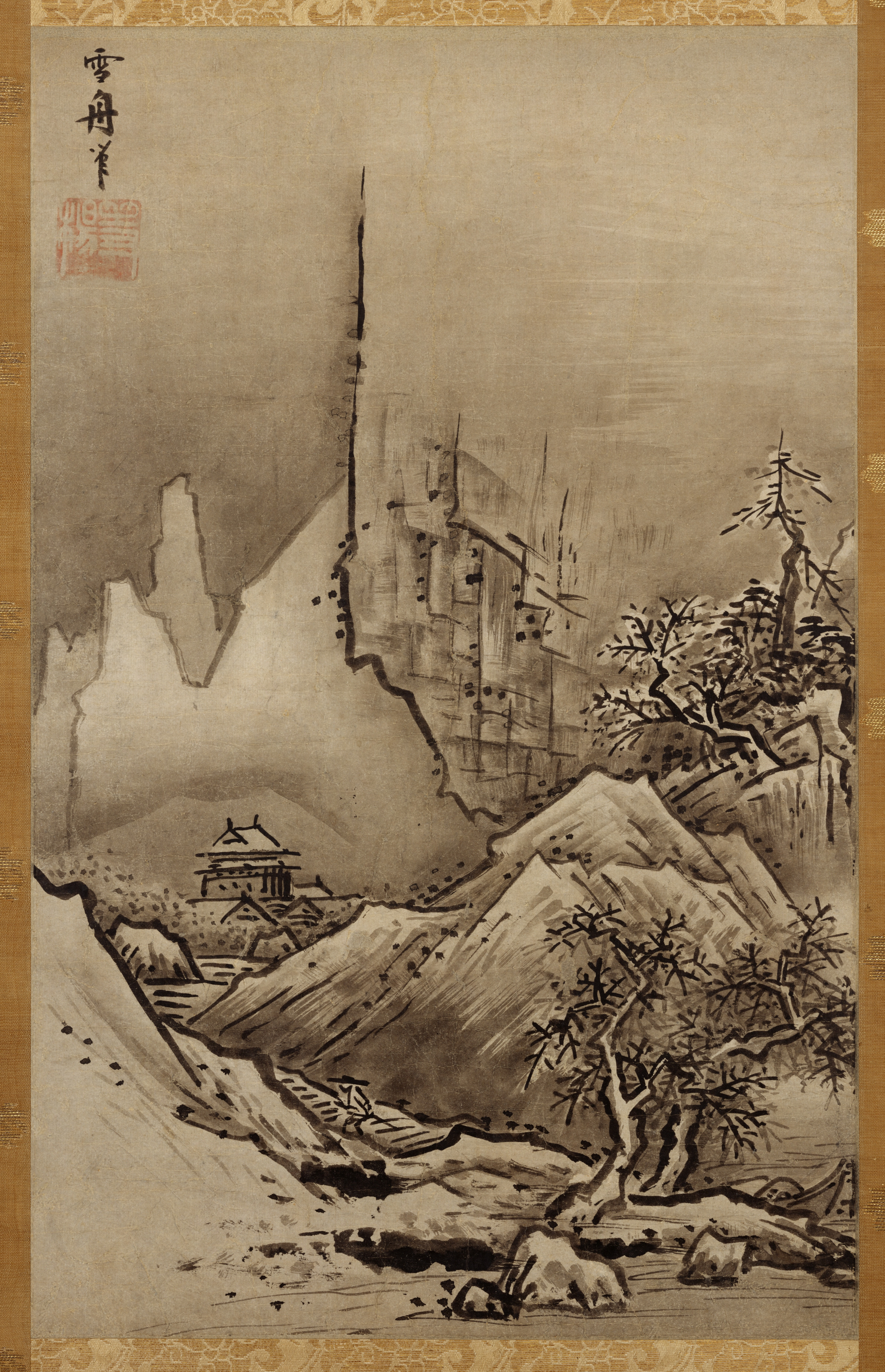
Obraz Sesshū Tōyō, okres Muromachi

Suiboku-ga (jap. 水墨画 suiboku-ga), także sumi-e – styl malarstwa japońskiego wywodzący się z Chin. Jest to malarstwo monochromatyczne. Do malowania używano czarnego tuszu, bardzo rzadko sięgano po farby (drobne plamy stonowanymi kolorami). Ten rodzaj malarstwa ściśle powiązany jest z kaligrafią, co można łatwo zauważyć podziwiając takie obrazy, które często zawierały inskrypcje w postaci poematu czy jedynie wyrażenia.

## Etymologia
Po japońsku sui to woda, boku to czarny tusz, a ga to obraz. Stąd wywodzi się nazwa suiboku-ga (lub suibokuga, czasem spotyka się także zapis bez myślnika), zaś alternatywna, synonimiczna nazwa sumi-e pochodzi od słów sumi (czarny tusz) i e (obraz).

## Historia suiboku-ga
Tradycja takiego rodzaju malarstwa wywodzi się z Chin. Jego historia sięga 100 lat p.n.e., lecz uznaje się, że pierwsze obrazy w tym stylu powstawały na terenie Państwa Środka około VII–VIII wieku. Głównymi jego twórcami byli buddyjscy mnisi szkoły chan (jap. zen (禅). Prekursorami byli: Wu Daozi (jap. Godōshi (呉道子) oraz Wang Wei (jap. Ō I (王維). Początkowo prace chińskich mistrzów skupiały się na uwydatnieniu i dobrym skomponowaniu rodzaju kresek stawianych pędzlem. Z czasem jednak ich następcy zaczęli sięgać dalej i skupili się na ekspresyjności stawianych linii.
W VIII w., kiedy wymiana pomiędzy Chinami a Japonią przeżywała swój rozkwit, na terenie Japonii zaczęły pojawiać się dzieła znanych mistrzów chińskich. Równie szybko, jak ich sława rosła, pojawiali się naśladowcy. Na przełomie wieków VIII/IX, a potem X/XI pojawiło się wielu znakomitych malarzy tego stylu w Chinach: Jing Hao (jap: Keikoku (荊浩), Li Cheng (jap: Risei (李成), Fan Kuan (jap: Hankan (范寛), Dong Yuan (jap: Tōgen (董源), Su Dongpo (jap: Sotōba (蘇東坡) oraz Mi Fu (jap: Beifutsu (米ふつ), co przyczyniło się do jeszcze szybszego przenikania tej techniki do krajów sąsiadujących, Korei i Japonii.
Na wyspach japońskich ten rodzaj malarstwa zaczęto uprawiać na poważnie dopiero w okresie Kamakura (1185–1333 roku). Początki rozwoju suiboku-ga są silnie związane z dwoma siogunami z ówcześnie rządzącego rodu Ashikaga: Yoshimitsu (1358–1408) i Yoshimasa (1435–1490).
W początkowym okresie styl ten był wyciszony i wyrafinowany, oddając najistotniejsze cechy doktryny szkoły zen, której mnisi byli prekursorami suiboku-ga. Z czasem jednak (w późniejszych okresach) sięgając po coraz nowsze techniki wyrazu jak („złamany tusz”, „rozlany tusz” czy w końcu polichromię) malarstwo to nabrało cech dekoracyjności oraz rozmachu porównywanego z dziełami kolorowymi. Rozwój suiboku-ga na terenie Japonii można podzielić na cztery okresy.

## Okresy rozwoju suiboku-ga na terenie Japonii

### Pierwszy okres (połowa XIII w. - końca XIV w.)
W tym okresie malarze rodzimi pozostawali pod silnym wpływem dzieł chińskich mistrzów okresu Song i Yuan, a w szczególności jednego z nich, Muqi (jap: Mokkei (牧谿). Widoczny jest ponadto pewien podział ówczesnych malarzy pomiędzy tych, którzy chcieli tworzyć dzieła kunsztowne, przedstawiające świętych (motywy religijne) (Mokuan Reien, Kao Ninga) oraz takich, którzy poprzez monochromatyczne szkice wyrażali to, co w buddyzmie zen najważniejsze, czyli prostotę i spontaniczność (np. oświecenia) (Takuma Eiga, Ryōzen).

### Drugi okres (koniec XIV w. - połowa XV w.)
Dużo krótszy okres od poprzedniego wydał trzy wielkie talenty: Josetsu, Minchō Kichizan oraz Shūbun. Ci wielcy mistrzowie pędzla (oraz inni mniej znani twórcy tego okresu) skupiali się wokół słynnych świątyń buddyjskich. Josetsu i Shūbun działali w Shōkoku-ji (相国寺) natomiast Minchō był mistrzem świątyni Tōfuku-ji (東福寺). Ich twórczość skupiała się głównie na motywach pejzażowych, które wówczas były modne i pożądane przez społeczeństwo. Nadal utrzymywał się pogląd, iż na obrazie powinna być inskrypcja. Większość malarzy była jednak niższej klasy mnichami i dlatego inskrypcje w postaci poematów dopisywali doświadczeni mnisi-poeci. Można zauważyć pewien rozłam stanowiący odejście suiboku-ga od wzorów chińskich. W okresie Muromachi powstał nowy styl, również oparty na sztuce chińskiej, o japońskiej nazwie shigajiku (詩画軸), widoczny na wiszących zwojach (kakemono) łączących malarstwo z poematami. Za największe dokonanie uznaje się działalność Shūbuna, który zasymilował malarstwo japońskie z chińskim, wzorując się na dziełach dwóch mistrzów: Ma Yuan (jap: Baen (馬遠) i Xia Gui (jap: Kakei (夏至).

### Trzeci okres (druga połowa XV w.)
W tym okresie działali uczniowie wcześniejszych mistrzów. Za najważniejszą postać w trzecim okresie rozwoju suiboku-ga uważa się ucznia Shūbuna, Sesshū Tōyō (1420-1506), który w pełni zintegrował styl chiński z japońskim. Jako jedyny malarz sygnował większość swoich praca, dlatego też uważa się go za najpłodniejszego twórcę tego stylu malarskiego.
Wówczas powstało wiele szkół malarskich skupionych wokół wcześniej wspomnianych świątyń. Każda z nich wykształciła własny styl i wyszkoliła wielu znanych mistrzów. Ponadto w ich szeregach spotykano nie tylko mnichów. W Shōkoku-ji uczył się pod okiem Sesshū jego najsłynniejszy student Sōtan Oguri, który nie był mnichem, ale nadwornym malarzem shōgunów Ashikaga, spadkobiercą Shūbuna. Innymi znanymi wychowankami szkoły Sesshū byli: Nōami i Jasoku Soga.

### Czwarty okres (początek XVI w. - koniec XVII w.)
W końcowej fazie rozwoju suiboku-ga, kompletnej syntezie uległy style japoński i chiński na terenie Japonii. Za twórcę, który tego dokonał uważa się Motonobu Kanō ze szkoły Kanō, która w tym okresie zdobyła oficjalne poparcie siogunatu. Do tego momentu obrazy w stylu suiboku-ga były niewielkimi obrazami, często wieszanymi w specjalnej wnęce (alkowie) o nazwie tokonoma, przeznaczonej na dzieła sztuki, zazwyczaj kakemono i ikebanę. Teraz stały się wielkimi obrazami pokrywającymi ściany, przesuwane drzwi (fusuma), czy parawany. Powodem takiej zmiany była ewolucja stylu, który przerodził się w styl dekoracyjny, którego dzieła mogły być wspaniałą ozdobą bogatych mieszkań czy budynków publicznych.
Okres ten to głównie twórczość szkoły Kanō i Hasegawa. Dzieła tworzone są przez mistrzów głównie tuszem, czasami farbami, ale również łącząc obie techniki.

## Najważniejsi japońscy artyści suiboku-ga
- Mokuan Reien (黙庵霊淵)
- Kao Ninga (可翁仁賀)
- Takuma Eiga (宅磨栄賀)
- Ryōzen (良全)
- Josetsu (如拙)
- Kichizan Minchō (吉山明兆) (1352-1431)
- Shūbun (周文)
- Sesshū Tōyō (雪舟等楊) (1420-1506)
- Oguri Sōtan (小栗宗湛) (1413-81)
- Nōami (能阿弥) (1397-1471)
- Soga Jasoku (曾我蛇足)
- Kanō Motonobu (狩野元信) (1476-1559)
- Kanō Eitoku (狩野永徳) (1543-1590)
- Hasegawa Tōhaku (長谷川等伯) (1539-1610)
- Kaihō Yūshō (海北友松) (1533-1615)
- Tawaraya Sōtatsu (俵屋宗達)
- Kanō Tan’yū (狩野探幽) (1602-1674)
- Nagasawa Rosetsu (長沢蘆雪) (1754-1799)
- Ike no Taiga (池大雅) (1723-1776)
- Yosa Buson (与謝蕪村) (1716-1784)
- Uragami Gyokudō (浦上玉堂) (1745-1820)
- Itō Jakuchū (伊藤若沖) (1716-1800)
- Soga Shōhaku (曽我蕭白) (1730-1781)